# Simulium selewynense
Simulium selewynense är en tvåvingeart som beskrevs av Takaoka och Suzuki 1995. Simulium selewynense ingår i släktet Simulium och familjen knott. Inga underarter finns listade i Catalogue of Life.